# Mayaca

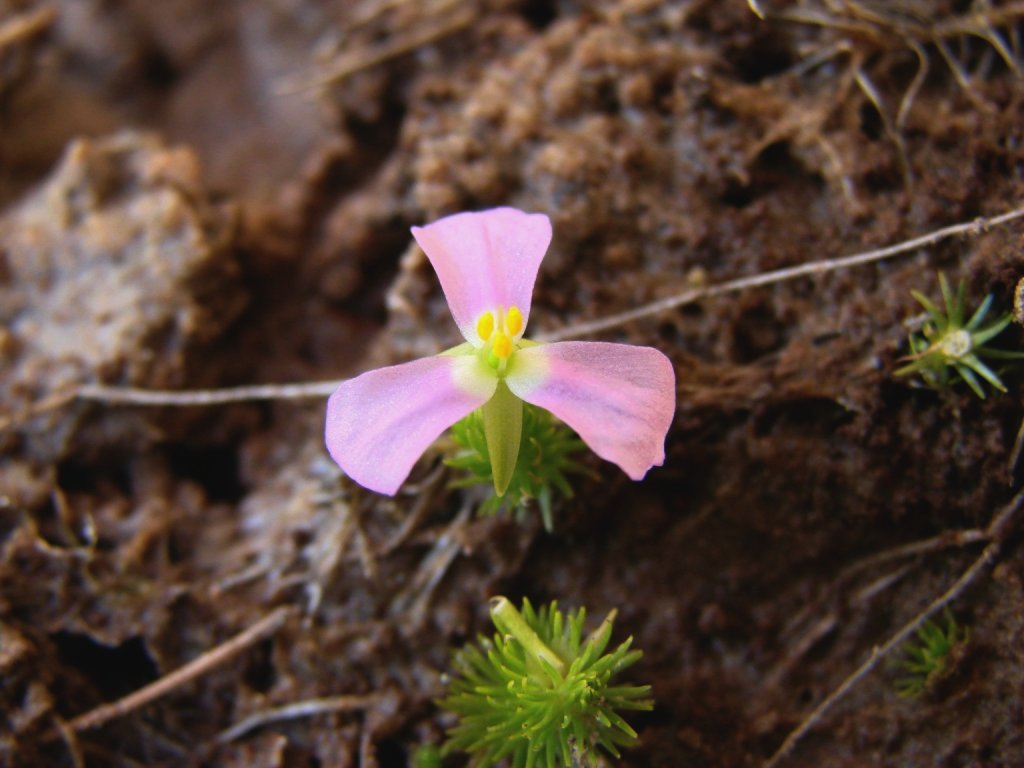
Blüte des Fluss-Mooskrauts (Mayaca fluviatilis)

Die Mayaca, auch Mooskräuter genannt, sind die einzige Pflanzengattung der Familie der Mayacaceae in der Ordnung der Süßgrasartigen (Poales). Die fünf Arten sind Wasserpflanzen. Das Fluss-Mooskraut (Mayaca fluviatilis) wird in Aquarien verwendet.

## Beschreibung

### Habitus und Laubblätter
Die Mayaca-Arten sind, kriechende, moosähnlich aussehende, ausdauernde krautige Pflanzen. Sie wachsen im Süßwasser und die Blätter können auch untergetaucht sein. Diese Wasserpflanzen sind im Gewässergrund mit Wurzeln verankert. Der lange Stängel ist sympodial. An den Pflanzen sind keine Haare erkennbar; es werden aber kurzlebige Trichome in den Blattachseln gebildet.
Die wechselständig und spiralig am Stängel angeordneten Laubblätter sind ungestielt. Die einfache, lineare bis fadenförmige, einnervige Blattspreite besitzt einen glatten Blattrand und endet meist in einer zweiteiligen Spitze. Die Stomata sind paracytisch.

### Blüten
Die Blüten stehen einzeln an seitenständigen Blütenstandsschäften mit häutigen Tragblättern über der Wasseroberfläche.
Die kleinen, zwittrigen Blüten sind radiärsymmetrisch und dreizählig. Es sind drei freie Kelchblätter vorhanden. Die drei freien, kurz genagelten Kronblätter sind hellrosa bis purpurfarben oder weiß. Es ist nur ein Kreis mit drei freien, fertilen Staubblättern vorhanden. Die basifixen Staubbeutel öffnen sich mit an der Spitze liegenden Poren oder porenähnlichen Schlitzen. Die zweizelligen Pollenkörner besitzen eine Aperturate und sind sulcat mit einer feinen netzartigen Oberfläche. Drei Fruchtblätter sind zu einem oberständigen, einkammerigen Fruchtknoten verwachsen. Der Griffel endet in einer einfachen oder dreiästigen Narbe. Die 25 bis 100 orthotropen Samenanlagen stehen in zwei Reihen. Die Bestäubung erfolgt vermutlich durch Insekten.

### Früchte und Samen
Es werden dreifächerige Kapselfrüchte gebildet, sie ist noch bei Reife von den Kelchblättern umgeben und enthalten nur wenige Samen. Die eiförmigen bis kugeligen Samen besitzen eine netzartige Oberfläche; sie enthalten Stärke und die äußere Schicht des Endosperm enthält Proteine. Die Samenverbreitung erfolgt meist übers Wasser.

### Inhaltsstoffe und Chromosomenzahlen
An Flavonolen ist Quercetin vorhanden. Stärke und Proteine werden in den Samen eingelagert. Ansonsten sind keine Inhaltsstoffe nachgewiesen.
Die Chromosomenzahl beträgt n = 8.

## Systematik und Verbreitung
Die Gattung Mayaca besitzt ein disjunktes Areal: zum einen vier (bei manchen Autoren auch mehr) Arten von den warm gemäßigten Gebieten bis in die Tropen beider amerikanischer Kontinente (die nördlichsten Vorkommen befinden sich in den südöstlichen USA), zum anderen eine Art (Mayaca baumii) im tropischen Westafrika.
Innerhalb der Ordnung der Poales sind die Mayacaceae am nächsten mit den Thurniaceae, Juncaceae und Cyperaceae verwandt.
Die Erstveröffentlichung der Gattung Mayaca erfolgte 1775 durch Jean Baptiste Christophe Fusée Aublet in Histoire des plantes de la Guiane Françoise, 1, 42-44, plate 15. Der Familienname wurde 1842 von Carl Sigismund Kunth in Abhandlungen der Königlichen Akademie der Wissenschaften in Berlin, 1840, 93 veröffentlicht. Synonyme für Mayaca Aublet sind: Biaslia Vand., Coletia Vell., Syena Schreb. Die Abgrenzung der Arten ist schwierig und so kam es zu einer Anzahl von Synonymen (mit einem Durcheinander von Namen in der Aquaristik). Der Gattungsname ehrt Maiac (auch Capitaine Maiac), einen Anführer des Volksstammes der Galibi in Französisch Guyana-Suriname.
Es gibt nur eine Gattung mit vier bis zehn Arten in der Familie der Mayacaceae:
- Mayaca Aubl.:
  - Mayaca baumii Gürke: Die einzige Art außerhalb Amerikas; sie ist im Kongogebiet, in Angola und Sambia beheimatet.[4]
  - Fluss-Mooskraut (Mayaca fluviatilis Aublet, Syn.: Biaslia vandellii Roem., Mayaca vandellii (Roem.) Schott & Endl., Mayaca aubletii Michx., Syena aubletii (Michx.) Schott & Endl., Syena nuttalliana Schult., Mayaca michauxii Schott & Endl., Mayaca longipes Gand., Mayaca caroliniana Gand., Mayaca madida (Vell.) Stellfeld, Coletia madida Vell., Mayaca wrightii Griseb.): Sie ist im tropischen und subtropischen Amerika weit verbreitet, von Texas bis Argentinien.[4]
  - Mayaca kunthii Seub.: Sie kommt im südlichen Venezuela, in Brasilien und in Uruguay vor.[4]
  - Mayaca longipes Mart. ex Seub.: Die Heimat ist das nördliche Südamerika von Kolumbien bis Brasilien.[4]
  - Mayaca sellowiana Kunth: Sie kommt von Costa Rica bis Argentinien und Uruguay vor.[4]